# Kreis Bartenstein (Ostpr.)
Der Kreis Friedland, von 1927 bis 1945 Kreis Bartenstein (zuletzt Kreis Bartenstein (Ostpr.)), war ein Landkreis in der preußischen Provinz Ostpreußen und bestand von 1818 bis 1945.

## Verwaltungsgeschichte

### Königreich Preußen
Das Gebiet des späteren Kreises Friedland gehörte seit der ostpreußischen Kreisreform von 1752 zu den alten Kreisen Brandenburg, Tapiau und Rastenburg.
Im Rahmen der preußischen Verwaltungsreformen ergab sich mit der „Verordnung wegen verbesserter Einrichtung der Provinzialbehörden“ vom 30. April 1815 die Notwendigkeit einer umfassenden Kreisreform in ganz Ostpreußen, da sich die 1752 eingerichteten Kreise als unzweckmäßig und zu groß erwiesen hatten. Zum 1. Februar 1818 wurde im Regierungsbezirk Königsberg der preußischen Provinz Ostpreußen der neue Kreis Friedland eingerichtet. Er umfasste zunächst die Kirchspiele Allenau, Allenburg, Almenhausen/Abschwangen, Auglitten-Schönwalde, Böttchersdorf, Deutsch Wilten, Domnau, Friedenberg, Friedland, Georgenau, Groß Schönau-Lindenau, Klein Schönau, Klingenberg, Schippenbeil, Schönbruch und Stockheim.
Sitz des Landratsamtes wurde die Stadt Friedland.
Am 1. April 1819 wurden die Kreisgrenzen noch einmal korrigiert. Das Kirchspiel Almenhausen / Abschwangen wechselte aus dem Kreis Friedland in den Kreis Preußisch Eylau, die Kirchspiele Bartenstein, Falkenau, Gallingen und Groß Schwansfeld kamen aus dem Kreis Rastenburg zum Kreis Friedland und die Kirchspiele Friedenberg sowie Groß Schönau wechselten aus dem Kreis Friedland in den Kreis Gerdauen.
Nach dem 1824 erfolgten Zusammenschluss der Provinzen Preußen und Westpreußen gehörte der Kreis zur Provinz Preußen mit Sitz in Königsberg. Am 1. April 1845 wurde der Kreissitz von Friedland nach Domnau verlegt.

### Norddeutscher Bund und Deutsches Reich
Seit dem 1. Juli 1867 gehörte der Kreis zum Norddeutschen Bund und ab dem 1. Januar 1871 zum Deutschen Reich. Nach der Teilung der Provinz Preußen in die Provinzen Ost- und Westpreußen wurde der Kreis Friedland am 1. April 1878 Bestandteil Ostpreußens. Seit dem 1. Oktober 1902 war das Landratsamt in Bartenstein, es blieb aber zunächst beim alten Kreisnamen. Erst ab dem 21. Oktober 1927 führte der Kreis Friedland den Namen Bartenstein.
Zum 1. November 1928 wechselten die Gutsbezirke Bonschen, Glommen, Karolinenhof und Keegels vom Kreis Bartenstein in den Kreis Preußisch Eylau.
Zum 30. September 1928 fand im Kreis Bartenstein entsprechend der Entwicklung im übrigen Preußen eine Gebietsreform statt, bei der nahezu alle Gutsbezirke aufgelöst und benachbarten Landgemeinden zugeteilt wurden. Gleichzeitig trat der Gutsbezirk Elisenau-Frisching, Forst vom Kreis Bartenstein zum Kreis Wehlau. Um 1929 hatte der Kreis Bartenstein bei einer Gesamtfläche von 880 km² rund 43.200 Einwohner. Am 1. April 1936 wechselten die beiden Gemeinden Ardappen und Spittehnen aus dem Kreis Preußisch Eylau in den Kreis Bartenstein und am 1. Oktober 1938 wurde die Gemeinde Sawadden bzw. Schwaden aus dem Kreis Rastenburg in die Gemeinde Paßlack des Kreises Bartenstein eingegliedert.
Während der Ostpreußischen Operation (1945) von der Roten Armee besetzt, kam das Kreisgebiet unter sowjetische Verwaltung. Aufgrund des Potsdamer Abkommens wurde der Kreis im Sommer 1945 bei der Festlegung von Besatzungszonen durch die polnisch-sowjetische Demarkationslinie geteilt. Die nördliche Hälfte kam unter sowjetische Verwaltung und liegt seit der Auflösung der Sowjetunion in der russischen Oblast Kaliningrad, aufgeteilt auf den Rajon Prawdinsk (Friedland) und den Rajon Bagrationowsk (Preußisch Eylau). Die südliche Hälfte des Kreisgebiets wurde von der sowjetischen Besatzungsmacht zusammen mit der südlichen Hälfte Ostpreußens unter polnische Verwaltung gestellt und liegt heute in der polnischen Woiwodschaft Ermland-Masuren, wo sie den Powiat Bartoszycki (Bartensteiner Kreis) bildet. Soweit die deutschen Bewohner nicht geflohen waren, wurden sie aus dem polnisch verwalteten Teilgebiet des Kreises nach Kriegsende von den örtlichen polnischen Verwaltungsbehörden vertrieben.

### Einwohnerentwicklung
| Jahr      | 1818   | 1846   | 1871   | 1890   | 1900   | 1910   | 1925   | 1933   | 1939   |
| --------- | ------ | ------ | ------ | ------ | ------ | ------ | ------ | ------ | ------ |
| Einwohner | 22.574 | 35.612 | 44.519 | 42.708 | 40.908 | 41.556 | 43.189 | 44.638 | 48.696 |

## Politik

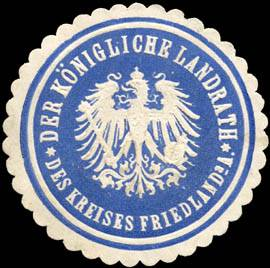
Siegelmarke Der Königliche Landrath des Kreises Friedland

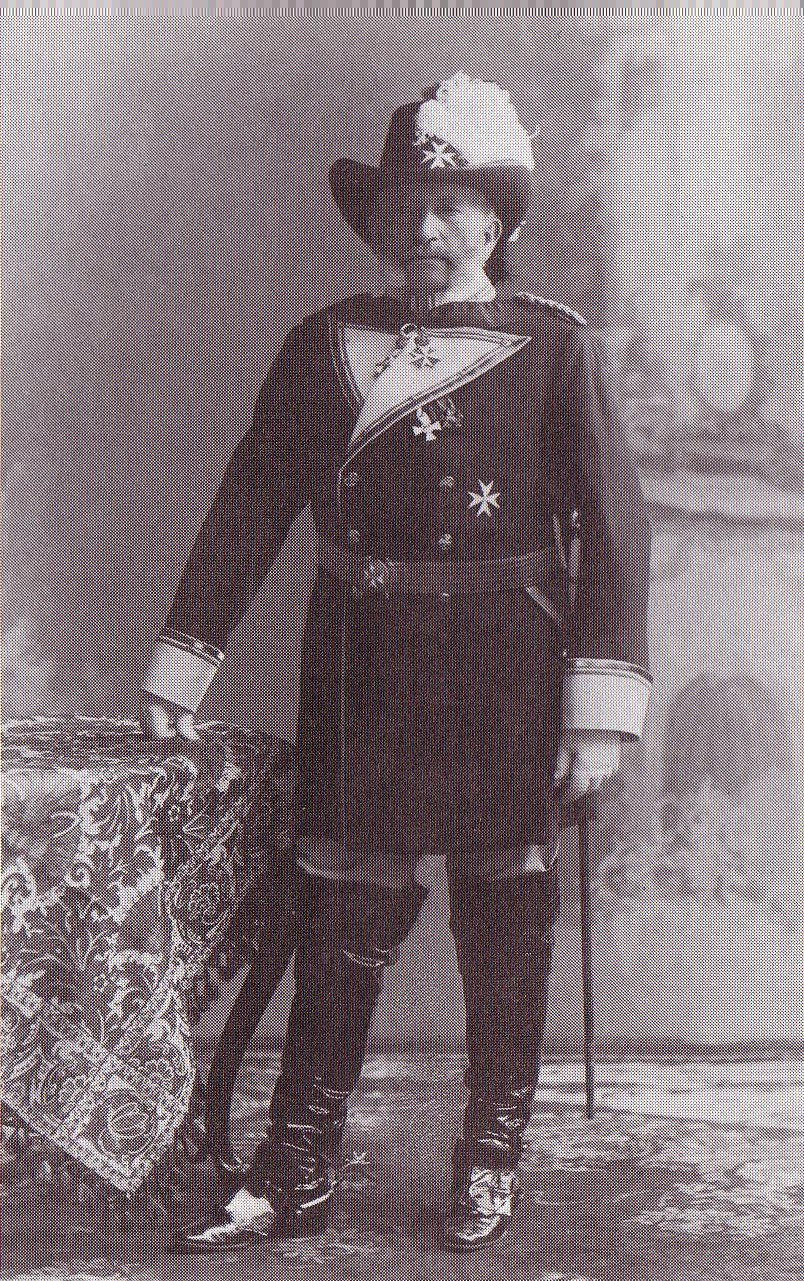
Landrat Otto von Gottberg

### Landräte
- 1818–183400Gustav von Sanden (1772–1855)[8]
- 1835–184500Botho Heinrich zu Eulenburg (1804–1879)
- 1845–185700Heinrich (I) von Gottberg (1785–1859)
- 1858–189300Otto von Gottberg (1831–1913)
- 1893–190800Heinrich (II) von Gottberg (1864–1931), erste Legislatur
- 1908–191400Walter von Christen (1874–1944)
- 1914–191500Max von Bahnfeldt (1880–1964)
- 1915–193000Heinrich (II) von Gottberg (1864–1931), zweite Legislatur
- 1930–194400Friedrich Wever (1892–1944)[9]

### Wahlen
Im Deutschen Kaiserreich bildete der Kreis Friedland zusammen mit den Kreisen Gerdauen und Rastenburg den Reichstagswahlkreis Königsberg 10.

### Kommunalverfassung
Der Kreis Friedland gliederte sich in Städte, in Landgemeinden und – bis zu deren nahezu vollständigem Wegfall – in Gutsbezirke. Mit Einführung des preußischen Gemeindeverfassungsgesetzes vom 15. Dezember 1933 gab es ab dem 1. Januar 1934 eine einheitliche Kommunalverfassung für alle Gemeinden. Mit Einführung der Deutschen Gemeindeordnung vom 30. Januar 1935 trat zum 1. April 1935 die im Deutschen Reich gültige Kommunalverfassung in Kraft, wonach die bisherigen Landgemeinden nun als Gemeinden bezeichnet wurden. Diese waren in Amtsbezirken zusammengefasst. Eine neue Kreisverfassung wurde nicht mehr geschaffen; es galt weiterhin die Kreisordnung für die Provinzen Ost- und Westpreußen, Brandenburg, Pommern, Schlesien und Sachsen vom 19. März 1881.

## Städte und Gemeinden

### Verwaltungsgliederung 1945
Der Kreis Bartenstein setzte sich Anfang 1945 aus 77 Gemeinden, darunter die Städte Bartenstein, Domnau, Friedland und Schippenbeil, sowie einem Gutsbezirk zusammen:
| Amtsbezirke & Gemeinden (1931)                     | Bevölkerung (1939) | Bemerkung                              | heute zu |
| Stadt Bartenstein (Ostpr.)                         | 12.912             |                                        |          |
| 1. Bartenstein (Ostpr.), Stadt                     |                    | amtsfrei                               | PL       |
| Stadt Domnau                                       | 02.990             |                                        |          |
| 1. Domnau, Stadt                                   |                    | amtsfrei                               | RUS      |
| Stadt Friedland (Ostpr.)                           | 04.417             |                                        |          |
| 1. Friedland (Ostpr.), Stadt                       |                    | amtsfrei                               | RUS      |
| Stadt Schippenbeil                                 | 03.434             |                                        |          |
| 1. Schippenbeil, Stadt                             |                    | amtsfrei                               | PL       |
| Amtsbezirk Allenau                                 | 00820              |                                        |          |
| 1. Allenau                                         | 00528              |                                        | RUS      |
| 2. Heyde                                           | 00213              |                                        | RUS      |
| 3. Kukehnen                                        | 00079              |                                        | RUS      |
| Amtsbezirk Böttchersdorf                           | 00733              |                                        |          |
| 1. Böttchersdorf                                   | 00629              |                                        | RUS      |
| 2. Hohenstein                                      | 00104              |                                        | RUS      |
| Amtsbezirk Deutsch Wilten (bis 1930 Abbarten)      | 01.460             |                                        |          |
| 1. Deutsch Wilten                                  | 00759              |                                        | RUS      |
| 2. Georgenau                                       | 00312              |                                        | RUS      |
| 3. Wolmen                                          | 00389              |                                        | RUS      |
| Amtsbezirk Falkenau (bis 1930 Wöterkeim)           | 01.095             |                                        |          |
| 1. Falkenau                                        | 00552              |                                        | PL       |
| 2. Wöterkeim                                       | 00543              |                                        | PL       |
| Amtsbezirk Gallingen                               | 01.034             |                                        |          |
| 1. Gallingen                                       | 00800              |                                        | PL       |
| 2. Grommels                                        | 00234              |                                        | PL       |
| Amtsbezirk Gallitten (bis 1930 Galben)             | 00735              |                                        |          |
| 1. Gallitten                                       | 00275              |                                        | RUS      |
| 2. Genditten                                       | 00460              |                                        | RUS      |
| Amtsbezirk Groß Klitten (bis 1930 Groß Domnau)     | 00685              |                                        |          |
| 1. Groß Klitten                                    | 00275              |                                        | RUS      |
| 2. Preußisch Wilten                                | 00410              |                                        | RUS      |
| Amtsbezirk Groß Schwansfeld                        | 00864              |                                        |          |
| 1. Beyditten                                       | 00384              |                                        | PL       |
| 2. Groß Schwansfeld                                | 00480              |                                        | PL       |
| Amtsbezirk Groß Schwaraunen                        | 01.708             |                                        |          |
| 1. Groß Schwaraunen                                | 00462              |                                        | PL       |
| 2. Hermenhagen                                     | 00341              |                                        | PL       |
| 3. Kraftshagen                                     | 00536              |                                        | PL       |
| 4. Plensen                                         | 00369              |                                        | PL       |
| Amtsbezirk Kapsitten (bis 1934 Gertlack)           | 00439              |                                        |          |
| 1. Kapsitten                                       |                    | 8. Mai 1934 umbenannt, früher Gertlack | RUS      |
| Amtsbezirk Karschau                                | 00342              |                                        |          |
| 1. Karschau                                        | 00127              |                                        | RUS      |
| 2. Kipitten                                        | 00215              |                                        | RUS      |
| Amtsbezirk Kinkeim                                 | 00673              |                                        |          |
| 1. Kinkeim                                         | 00161              |                                        | PL       |
| 2. Sandlack                                        | 00156              |                                        | PL       |
| 3. Tromitten                                       | 00356              |                                        | PL       |
| Amtsbezirk Klein Schönau (bis 1930 Dietrichswalde) | 00548              |                                        |          |
| 1. Dietrichswalde                                  | 00244              |                                        | RUS      |
| 2. Klein Schönau (Ostpr.)                          | 00304              |                                        | RUS      |
| Amtsbezirk Klingenberg                             | 00496              |                                        |          |
| 1. Klingenberg                                     |                    |                                        | PL       |
| Amtsbezirk Landskron                               | 00893              |                                        |          |
| 1. Landskron                                       | 00723              |                                        | PL       |
| 2. Langhanken                                      | 00170              |                                        | PL       |
| Amtsbezirk Langendorf                              | 01.008             |                                        |          |
| 1. Langendorf                                      | 00618              |                                        | PL       |
| 2. Stolzenfeld                                     | 00390              |                                        | PL       |
| Amtsbezirk Liekeim                                 | 01.138             |                                        |          |
| 1. Damerau                                         | 00551              |                                        | PL       |
| 2. Legienen                                        | 00134              |                                        | PL       |
| 3. Liekeim                                         | 00187              |                                        | PL       |
| 4. Siddau                                          | 00266              |                                        | PL       |
| Amtsbezirk Liesken                                 | 01.611             |                                        |          |
| 1. Liesken                                         | 00561              |                                        | PL       |
| 2. Roskeim                                         | 00233              |                                        | PL       |
| 3. Skitten                                         | 00315              |                                        | PL       |
| 4. Söllen                                          | 00259              |                                        | PL       |
| 5. Wehrwilten                                      | 00243              |                                        | PL       |
| Amtsbezirk Maxkeim                                 | 00983              |                                        |          |
| 1. Losgehnen                                       | 00180              |                                        | PL       |
| 2. Maxkeim                                         | 00363              |                                        | PL       |
| 3. Nohnen                                          | 00106              |                                        | PL       |
| 4. Wangritten                                      | 00186              |                                        | PL       |
| 5. Wordommen                                       | 00148              |                                        | PL       |
| Amtsbezirk Mertensdorf                             | 00369              |                                        |          |
| 1. Mertensdorf                                     |                    |                                        | RUS      |
| Amtsbezirk Polkitten                               | 00740              |                                        |          |
| 1. Lapkeim                                         | 00288              |                                        | PL       |
| 2. Polkitten                                       | 00181              |                                        | PL       |
| 3. Redden                                          | 00271              |                                        | RUS      |
| Amtsbezirk Romsdorf                                | 00832              |                                        |          |
| 1. Massaunen                                       | 00375              |                                        | PL       |
| 2. Romsdorf                                        | 00457              |                                        | PL       |
| Amtsbezirk Rosenort                                | 00695              |                                        |          |
| 1. Paßlack                                         | 00419              |                                        | PL       |
| 2. Rosenort                                        | 00276              |                                        | PL       |
| Amtsbezirk Schönbruch                              | 02.123             |                                        |          |
| 1. Groß Poninken                                   | 00448              |                                        | PL       |
| 2. Juditten                                        | 00536              |                                        | PL       |
| 3. Schönbruch                                      | 01.139             |                                        | PL       |
| Amtsbezirk Schönwalde                              | 00568              |                                        |          |
| 1. Schönbaum                                       | 00241              |                                        | RUS      |
| 2. Schönwalde                                      | 00327              |                                        | RUS      |
| Amtsbezirk Schwönau                                | 00874              |                                        |          |
| 1. Heinrichsdorf                                   | 00309              |                                        | RUS      |
| 2. Schwönau                                        | 00373              |                                        | RUS      |
| 3. Sommerfeld                                      | 00192              |                                        | RUS      |
| Amtsbezirk Sehmen                                  | 00503              |                                        |          |
| 1. Sehmen                                          |                    |                                        | RUS      |
| Amtsbezirk Spittehnen                              | 01.091             |                                        |          |
| 1. Ardappen                                        | 00122              |                                        | PL       |
| 2. Loyden                                          | 00206              |                                        | PL       |
| 3. Markienen                                       | 00434              |                                        | PL       |
| 4. Spittehnen                                      | 00329              |                                        | PL       |
| Amtsbezirk Stockheim (bis 1937 Puschkeiten)        | 00850              |                                        |          |
| 1. Eisenbart                                       | 00306              |                                        | RUS      |
| 2. Stockheim                                       | 00544              |                                        | RUS      |
| Amtsbezirk Wohnsdorf (bis 1930 Groß Wohnsdorf)     | 00785              |                                        |          |
| 1. Althof                                          | 00230              |                                        | RUS      |
| 2. Wohnsdorf                                       | 00555              |                                        | RUS      |

### Vor 1945 aufgelöste Gemeinden
| - Adlig Schönbaum, am 3. Februar 1902 zu Schönbaum - Angarben, am 30. September 1928 zu Althof - Anger, am 1. Januar 1929 zu Schippenbeil - Aßmanns, am 30. September 1928 zu Tromitten - Boritten, am 30. September 1928 zu Langhanken - Ditthausen, am 30. September 1928 zu Mertensdorf - Dompendehl, am 1. April 1938 zu Juditten - Glommen, 17. November 1883 zum Gutsbezirk Glommen - Groß Kärthen, am 30. September 1928 zu Markienen - Groß Pothlack, am 17. Juli 1893 zu Groß Wohnsdorf - Groß Söllen, am 30. September 1928 zu Söllen - Klein Kärthen, am 30. September 1928 zu Markienen - Klein Pothlack, am 30. September 1928 zu Böttchersdorf - Klein Söllen, am 30. September 1928 zu Söllen - Köllmisch Woduhnkeim, 1893 zum Gutsbezirk Adlig Woduhnkeim - Königlich Schönbaum, am 3. Februar 1902 zu Schönbaum - Königs, am 30. September 1928 zu Grommels - Korwlack, am 30. September 1928 zu Pohiebels - Minten (Anteil Dietrichswalde), 5. Juli 1893 zu Minten | - Minten (Anteil Groß Schwaraunen), 5. Juli 1893 zu Minten - Minten, am 30. September 1928 zu Groß Schwaraunen - Passarien, am 30. September 1928 zu Losgehnen - Perkappen, am 1. April 1929 zu Domnau - Perkuiken, am 30. September 1928 zu Plensen - Plaustendorf, am 30. September 1928 zu Karschau - Pohiebels, am 1. Oktober 1939 zu Klingenberg - Postehnen, am 1. April 1929 zu Friedland - Prauerschitten, am 30. September 1928 zu Juditten - Rettauen, 1894 in einen Gutsbezirk umgewandelt - Rockeln, am 30. September 1928 zu Groß Poninken - Sauerschienen, am 1. April 1937 zu Siddau - Schöntritten, am 30. September 1928 zu Wohnsdorf - Sporgeln, 1895 zum Gutsbezirk Woopen - Sporwienen, 1893 zu Groß Schwansfeld - Stocktienen, am 17. Juli 1893 zum Gutsbezirk Sehmen - Thorms, am 1. April 1939 zu Roskeim - Wangnick, am 30. September 1928 zu Gertlack - Wieplack, am 30. September 1928 zu Liekeim |

### Ortsnamen
Zwei Städte erhielten 1938 veränderte Namensbezeichnungen:
- Bartenstein → Bartenstein (Ostpr.)
- Friedland i. Ostpr. → Friedland (Ostpr.)

Außerdem:
- Mäckelburgs → Mäckelburg
- Schippenbeilshof → Rohden